# Сатыр, Кемаль
Кемаль Сатыр (тур. Kemal Satır, 21 апреля 1911 — 23 мая 1991) — турецкий медик и политик.

## Биография
Родился 21 апреля 1911 года в Адане. Окончил медицинский факультет Стамбульского университета. С 1937 года работал радиологом. Вступил в республиканскую народную партию. В 1943—1950 годах являлся членом Великого национального собрания. В 1949—1950 годах занимал пост министра транспорта в кабинете Шемшеттина Гюналтая.
В 1950 году республиканская народная партия проиграла выборы и Сатыр потерял своё место в Национальном собрании. После этого вернулся к занятиям медициной. В 1962—1966 являлся генеральным секретарём республиканской народной партии. Одновременно в 1963—1965 годах занимал должность вице-премьера.
Является одним из создателей республиканской партии. В 1972—1973 годах являлся главой партии. В 1973 году прекратила своё существование. В 1973—1974 годах занимал должность вице-премьера.
После выборов 1973 года ушёл из политики. Входил в совет директоров двух банков. Умер 23 мая 1991 года.